# متيم أشهب الرأس
المُتَيَّم أشهب الرأس (الاسم العلمي: Agapornis canus)، نوع صغير من جنس المُتَيَّم وفصيلة ببغاوات العالم القديم. وهي طيور أصيلة في مدغشقر.